# Champlitte
Champlitte és un municipi francès situat al departament de l'Alt Saona i a la regió de Borgonya - Franc Comtat. L'any 2007 tenia 1.868 habitants.

## Demografia

### Població
El 2007 la població de fet de Champlitte era de 1.868 persones. Hi havia 792 famílies, de les quals 284 eren unipersonals (140 homes vivint sols i 144 dones vivint soles), 260 parelles sense fills, 212 parelles amb fills i 36 famílies monoparentals amb fills.
La població ha evolucionat segons el següent gràfic:
Habitants censats

### Habitatges
El 2007 hi havia 1.204 habitatges, 823 eren l'habitatge principal de la família, 227 eren segones residències i 154 estaven desocupats. 1.083 eren cases i 115 eren apartaments. Dels 823 habitatges principals, 618 estaven ocupats pels seus propietaris, 171 estaven llogats i ocupats pels llogaters i 34 estaven cedits a títol gratuït; 7 tenien una cambra, 63 en tenien dues, 126 en tenien tres, 193 en tenien quatre i 434 en tenien cinc o més. 538 habitatges disposaven pel capbaix d'una plaça de pàrquing. A 376 habitatges hi havia un automòbil i a 303 n'hi havia dos o més.

### Piràmide de població
La piràmide de població per edats i sexe el 2009 era:
| Homes | Edats   | Dones |
| ----- | ------- | ----- |
| 0     | 95 o +  | 0     |
| 4     | 90 a 94 | 8     |
| 16    | 85 a 89 | 52    |
| 16    | 80 a 84 | 20    |
| 32    | 75 a 79 | 84    |
| 44    | 70 a 74 | 44    |
| 64    | 65 a 69 | 56    |
| 52    | 60 a 64 | 52    |
| 48    | 55 a 59 | 20    |
| 80    | 50 a 54 | 76    |
| 56    | 45 a 49 | 52    |
| 44    | 40 a 44 | 48    |
| 32    | 35 a 39 | 44    |
| 92    | 30 a 34 | 56    |
| 60    | 25 a 29 | 76    |
| 44    | 20 a 24 | 40    |
| 56    | 15 a 19 | 44    |
| 40    | 10 a 14 | 60    |
| 40    | 5 a 9   | 44    |
| 76    | 0 a 4   | 60    |

## Economia
El 2007 la població en edat de treballar era de 1.083 persones, 778 eren actives i 305 eren inactives. De les 778 persones actives 711 estaven ocupades (395 homes i 316 dones) i 67 estaven aturades (29 homes i 38 dones). De les 305 persones inactives 127 estaven jubilades, 71 estaven estudiant i 107 estaven classificades com a «altres inactius».

### Ingressos
El 2009 a Champlitte hi havia 815 unitats fiscals que integraven 1.815 persones, la mediana anual d'ingressos fiscals per persona era de 15.418 €.

### Activitats econòmiques
Dels 93 establiments que hi havia el 2007, 1 era d'una empresa extractiva, 4 d'empreses alimentàries, 2 d'empreses de fabricació de material elèctric, 11 d'empreses de fabricació d'altres productes industrials, 18 d'empreses de construcció, 18 d'empreses de comerç i reparació d'automòbils, 7 d'empreses de transport, 8 d'empreses d'hostatgeria i restauració, 2 d'empreses d'informació i comunicació, 3 d'empreses financeres, 1 d'una empresa immobiliària, 3 d'empreses de serveis, 7 d'entitats de l'administració pública i 8 d'empreses classificades com a «altres activitats de serveis».
Dels 31 establiments de servei als particulars que hi havia el 2009, 1 era una gendarmeria, 1 oficina de correu, 1 una oficina bancària, 1 funerària, 2 tallers de reparació d'automòbils i de material agrícola, 4 paletes, 2 guixaires pintors, 2 fusteries, 6 lampisteries, 2 electricistes, 3 perruqueries, 1 veterinari, 3 restaurants, 1 agència immobiliària i 1 saló de bellesa.
Dels 7 establiments comercials que hi havia el 2009, 1 era una botiga de més de 120 m², 3 fleques, 1 una fleca, 1 una llibreria i 1 una joieria.
L'any 2000 a Champlitte hi havia 65 explotacions agrícoles que ocupaven un total de 6.435 hectàrees.

## Fills il·lustres
- Philibert Jambe de Fer (1508-1664) compositor musical.

## Equipaments sanitaris i escolars
L'únic equipament sanitari que hi havia el 2009 era una farmàcia.
El 2009 hi havia 1 escola maternal i 1 escola elemental. Champlitte disposava d'un col·legi d'educació secundària amb 146 alumnes.

## Poblacions més properes
El següent diagrama mostra les poblacions més properes.